# داشكسن
داشكسن (بالأذرية: Daşkəsən) هي مدينة وعاصمة مقاطعة داشكسن في أذربيجان. وويبلغ عدد سكانها 10 ألاف و 801 نسمة. تتكون المقاطعة من مدينة داشكسن وقرية ألونتيداغ (Alunitdağ).

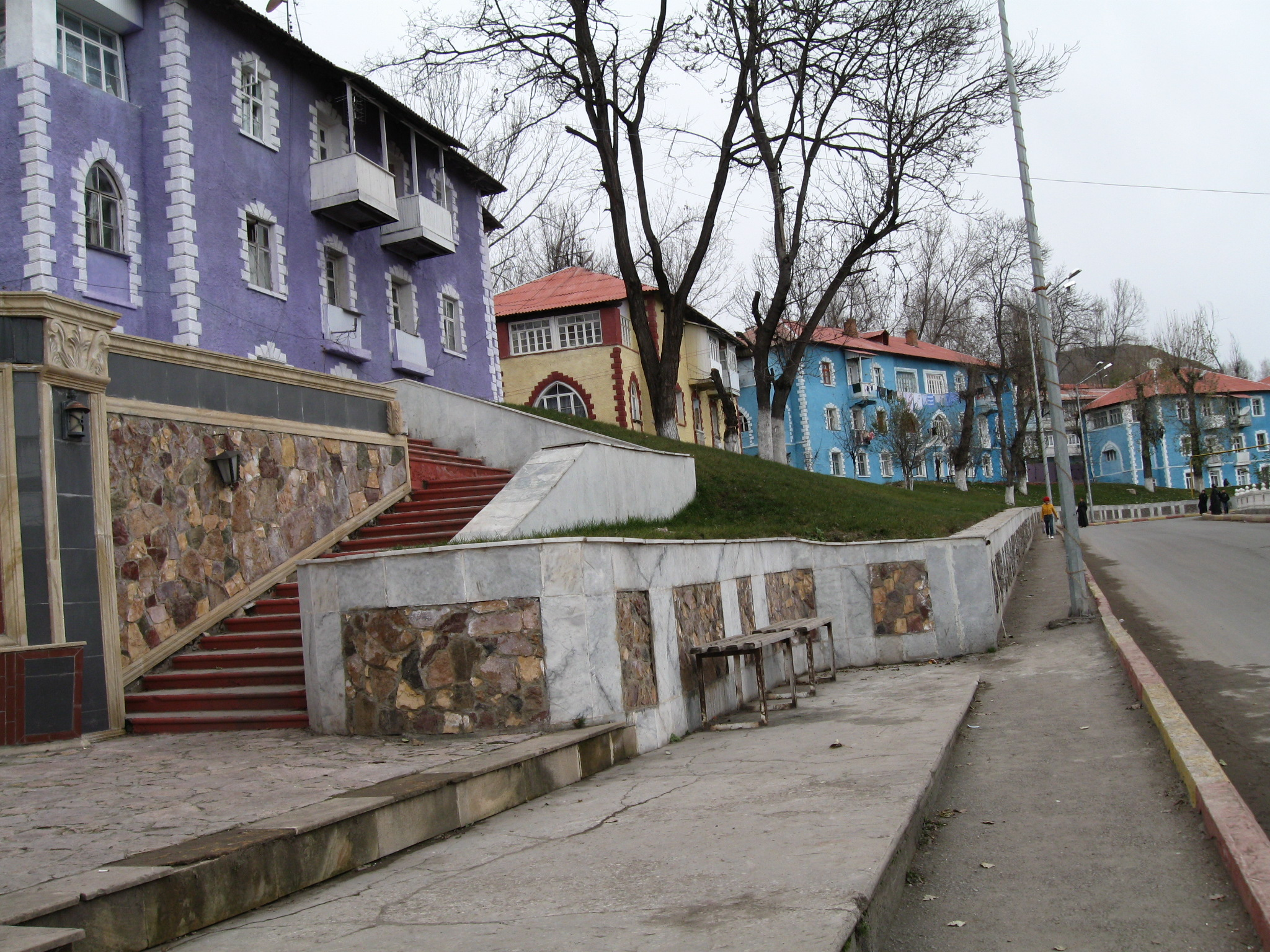
مثال على شقق ألمانية البناء في داشكسن.

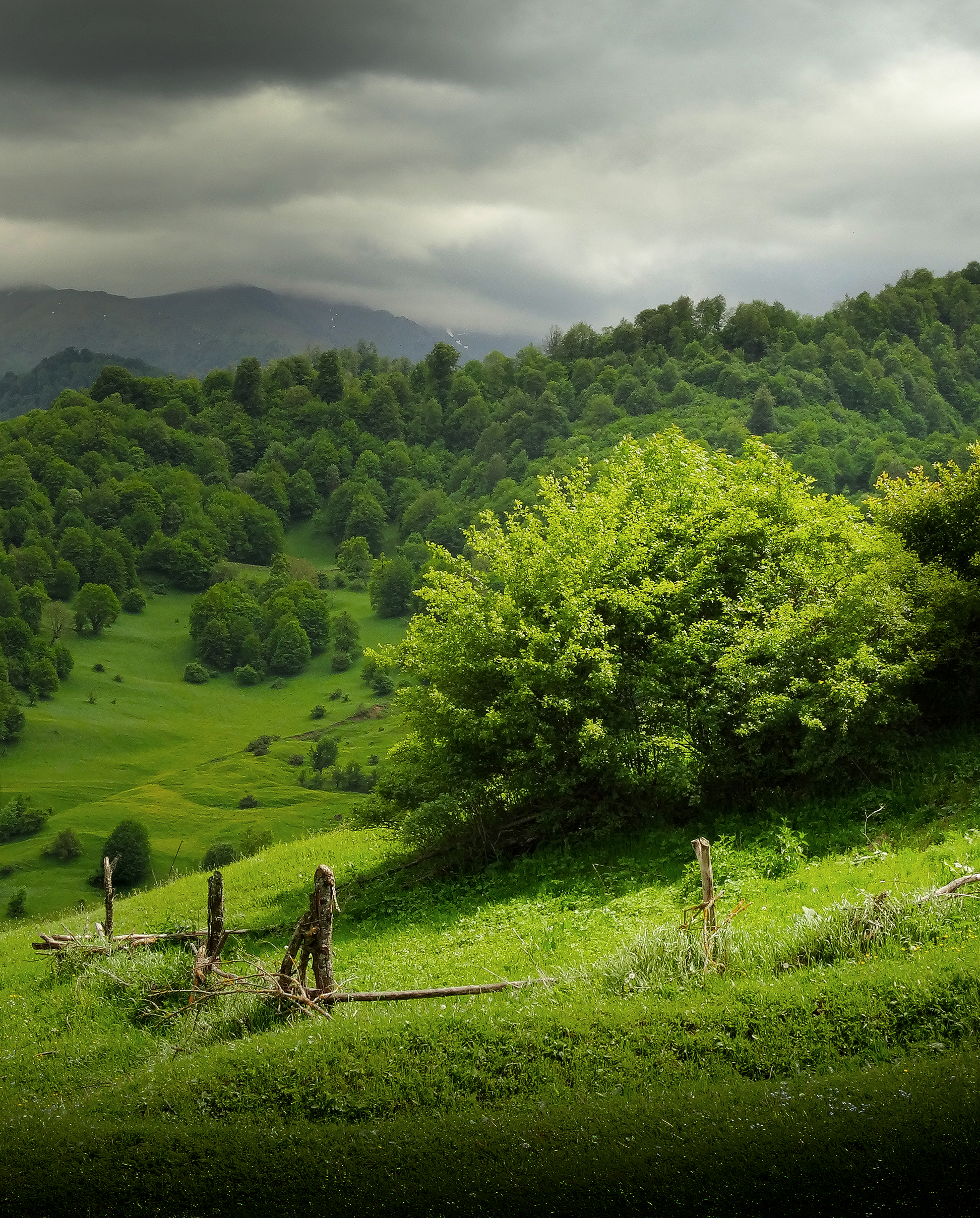
طبيعة داشكسن